# Національне шосе 2 (М'янма)
Національне шосе 2 — автомагістраль, що тягнеться з півдня на північ центрально-західної Бірми.
Шосе починається в Саттвадо, на північ від Янгона на 17°2′30″ пн. ш. 96°7′56″ сх. д. / 17.04167° пн. ш. 96.13222° сх. д., де в нього впадає Національне шосе 1, а потім відгалужується на північний захід. У М'ян'ян воно з’єднується з Національне шосе 18. У цьому місці дорога розгалужується на схід і зрештою знову з’єднується з національним шосе 1 біля села Уобін-чан та у містечку М'їтта на 21°22′59″ пн. ш. 96°10′32″ сх. д. / 21.38306° пн. ш. 96.17556° сх. д.. Шосе здебільшого йде за течією річки Іраваді на її східному березі.